# Sageraea reticulata
Sageraea reticulata är en kirimojaväxtart som beskrevs av William Grant Craib. Sageraea reticulata ingår i släktet Sageraea och familjen kirimojaväxter. Inga underarter finns listade i Catalogue of Life.